# Emprisonnement en droit ukrainien
L'emprisonnement en droit ukrainien est un type de sanction pénale, dans lequel la personne condamnée doit être isolée de la société par la mise en établissements pénitentiaires.
La durée de détention dépend de la gravité de l'infraction. Les infractions très graves entraînent une peine d'emprisonnement de 15 ans ou la réclusion à perpétuité. L'Ukraine a aboli la peine de mort depuis le 20 mars 2000.